# Ouled Bessem
Ouled Bessem è un comune dell'Algeria, situato nella provincia di Tissemsilt.